# Trimerotropis
Trimerotropis es un género de saltamontes perteneciente a la familia Acrididae.

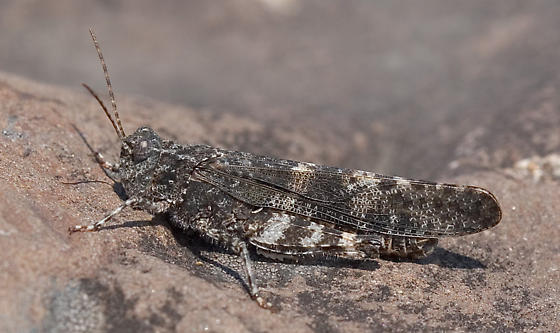
Trimerotropis verruculata

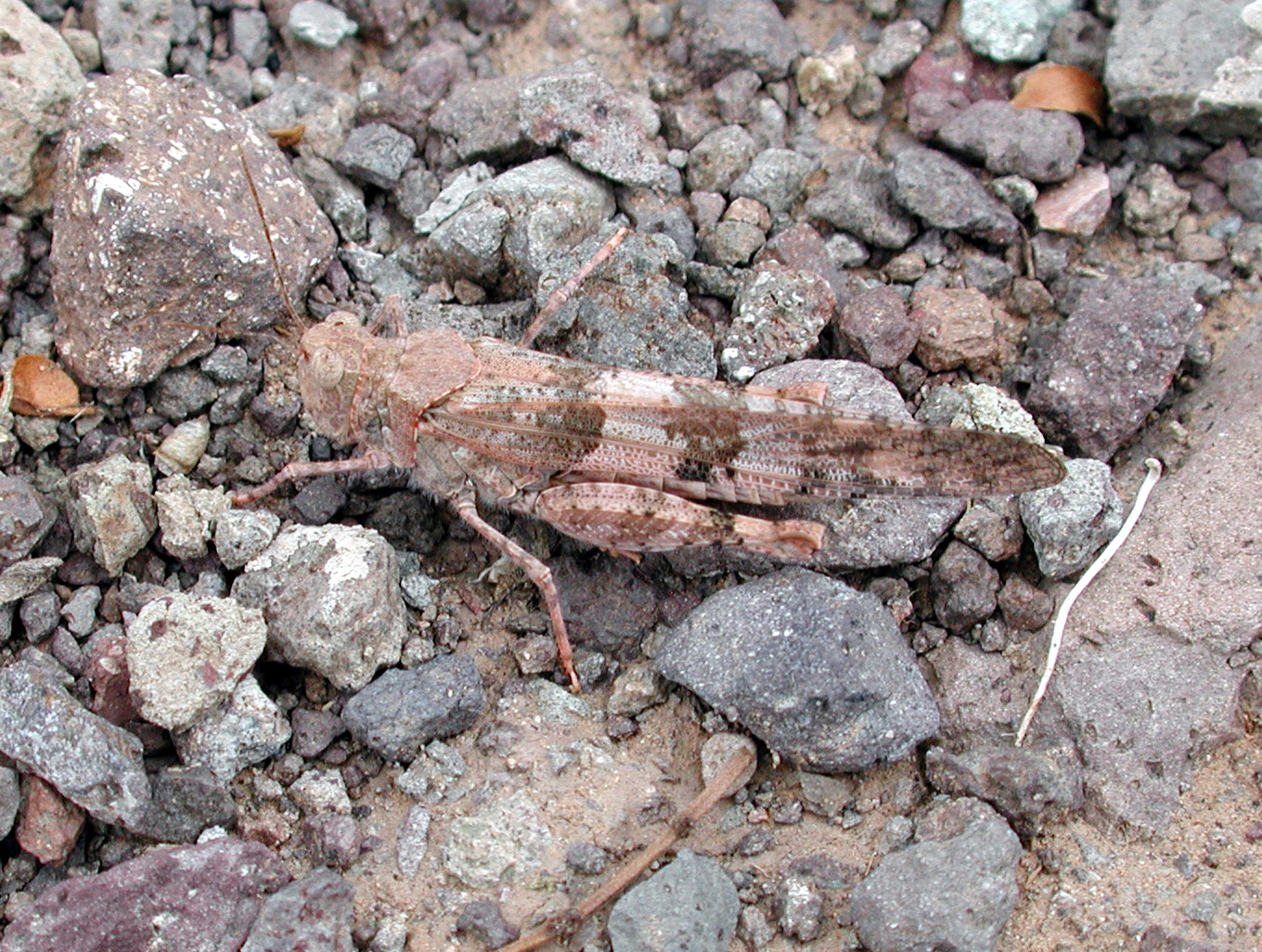
Trimerotropis pallidipennis

## Especies
- Trimerotropis aberasturii McNary, 2014
- Trimerotropis agrestis McNeill, 1900
- Trimerotropis albescens McNeill, 1901
- Trimerotropis andeana Rehn, 1939
- Trimerotropis arenacea Rehn, 1910
- Trimerotropis arizonensis Tinkham, 1947
- Trimerotropis atacamensis (Philippi, 1860)
- Trimerotropis barnumi Tinkham, 1960
- Trimerotropis bernardi Rentz & Weissman, 1984
- Trimerotropis bifasciata Bruner, 1889
- Trimerotropis californica Bruner, 1889
- Trimerotropis chloris (Philippi, 1863)
- Trimerotropis cincta (Thomas, 1870)
- Trimerotropis cyaneipennis Bruner, 1889
- Trimerotropis diversellus Hebard, 1928
- Trimerotropis flavipennis (Philippi, 1863)
- Trimerotropis fontana Thomas, 1876
- Trimerotropis fratercula McNeill, 1901
- Trimerotropis gracilis (Thomas, 1872)
- Trimerotropis huasteca Saussure, 1888
- Trimerotropis huroniana Walker, 1902
- Trimerotropis inconspicua Bruner, 1904
- Trimerotropis infantilis Rentz & Weissman, 1984
- Trimerotropis inyo Rentz & Weissman, 1984
- Trimerotropis irrorata (Philippi, 1863)
- Trimerotropis koebelei (Bruner, 1889)
- Trimerotropis latifasciata Scudder, 1880
- Trimerotropis lauta Scudder, 1876
- Trimerotropis leucophaea Rentz & Weissman, 1984
- Trimerotropis maritima (Harris, 1841)
- Trimerotropis melanoptera McNeill, 1901
- Trimerotropis modesta Bruner, 1889
- Trimerotropis monticola Saussure, 1884
- Trimerotropis occidentalis (Bruner, 1889)
- Trimerotropis occidentiloides Rentz & Weissman, 1981
- Trimerotropis occulens Otte, 1984
- Trimerotropis ochraceipennis (Blanchard, 1851)
- Trimerotropis pacifica Bruner, 1889
- Trimerotropis pallidipennis (Burmeister, 1838)
- Trimerotropis pistrinaria Saussure, 1884
- Trimerotropis pseudofasciata Scudder, 1876
- Trimerotropis salina McNeill, 1901
- Trimerotropis santabarbara Rentz & Weissman, 1981
- Trimerotropis saxatilis McNeill, 1901
- Trimerotropis schaefferi Caudell, 1904
- Trimerotropis sparsa (Thomas, 1875)
- Trimerotropis thalassica Bruner, 1889
- Trimerotropis titusi Caudell, 1905
- Trimerotropis tolteca (Saussure, 1861)
- Trimerotropis topanga Rentz & Weissman, 1981
- Trimerotropis verruculata (Kirby, 1837)
- Trimerotropis whitei Rentz & Weissman, 1984